# Adrian Molina
Adrian Molina (Yuba City, Califórnia, 23 de agosto de 1985) é um roteirista, animador e artista de storyboard norte-americano.

## Carreira
Molina é funcionário da Disney/Pixar desde 2007, onde começou trabalhando como animador 2D no filme Ratatouille. Mais tarde passou a ocupar o cargo de artista de storyboard, trabalhando em filmes como Toy Story 3 e Monsters University. Depois de contribuir com o argumento de The Good Dinosaur, Molina começou a trabalhar como roteirista pela primeira vez para o filme Coco e mais tarde passou a ocupar o cargo de co-diretor. Molina também fez a ilustrações do livro infantil de Toy Story 3.

## Vida Pessoal
Nascido em Yuba City, na Califórnia, Molina se graduou no California Institute of the Arts em 2007, no mesmo ano em que entrou para a Pixar. Ele é descendente de mexicanos. Ele é casado com o professor de Latim Ryan Dooley.

## Filmografia
- Cuddlebee[4]
- Unicorn vs Narwhal (2006)
- Ratatouille[5] (animador 2D)
- Toy Story 3[6] (artista de storyboard)
- Monsters University[7] (artista de storyboard, material adicional para roteiro)
- Party Central (argumento)
- The Good Dinosaur[8] (material adicional para roteiro)
- Coco[9][10] (co-diretor e roteirista)

## Ligações Externas
- «Twitter Oficial»